# Lúcio Oliveira
Lúcio Oliveira Pires (26 novembre 1992) è un calciatore saotomense, difensore svincolato della nazionale saotomense.

## Carriera

### Club
Ad eccezione della stagione 2017-2018, nella quale ha disputato 27 partite nella terza divisione con la maglia della Castrense, ha trascorso la totalità della sua carriera giocando tra la quarta e la quinta divisione portoghese.

### Nazionale
Il 18 novembre 2019 esordisce con la nazionale saotomense giocando l'incontro di qualificazione per la Coppa d'Africa 2021 perso 0-1 contro il Ghana.

## Statistiche

### Cronologia presenze e reti in nazionale
| Cronologia completa delle presenze e delle reti in nazionale ― São Tomé e Príncipe | Cronologia completa delle presenze e delle reti in nazionale ― São Tomé e Príncipe | Cronologia completa delle presenze e delle reti in nazionale ― São Tomé e Príncipe | Cronologia completa delle presenze e delle reti in nazionale ― São Tomé e Príncipe | Cronologia completa delle presenze e delle reti in nazionale ― São Tomé e Príncipe | Cronologia completa delle presenze e delle reti in nazionale ― São Tomé e Príncipe | Cronologia completa delle presenze e delle reti in nazionale ― São Tomé e Príncipe | Cronologia completa delle presenze e delle reti in nazionale ― São Tomé e Príncipe |
| Data                                                                               | Città                                                                              | In casa                                                                            | Risultato                                                                          | Ospiti                                                                             | Competizione                                                                       | Reti                                                                               | Note                                                                               |
| ---------------------------------------------------------------------------------- | ---------------------------------------------------------------------------------- | ---------------------------------------------------------------------------------- | ---------------------------------------------------------------------------------- | ---------------------------------------------------------------------------------- | ---------------------------------------------------------------------------------- | ---------------------------------------------------------------------------------- | ---------------------------------------------------------------------------------- |
| 18-11-2019                                                                         | São Tomé                                                                           | São Tomé e Príncipe                                                                | 0 – 1                                                                              | Ghana                                                                              | Qual. Coppa d'Africa 2021                                                          | -                                                                                  |                                                                                    |
| 13-11-2020                                                                         | Johannesburg                                                                       | Sudafrica                                                                          | 2 – 0                                                                              | São Tomé e Príncipe                                                                | Qual. Coppa d'Africa 2021                                                          | -                                                                                  | 90+5’                                                                              |
| 16-11-2020                                                                         | Port Elizabeth                                                                     | São Tomé e Príncipe                                                                | 2 – 4                                                                              | Sudafrica                                                                          | Qual. Coppa d'Africa 2021                                                          | -                                                                                  | 74’                                                                                |
| Totale                                                                             |                                                                                    | Presenze                                                                           | 3                                                                                  |                                                                                    | Reti                                                                               | 0                                                                                  |                                                                                    |